# الشطية
الشطية بلدة وبلدية تابعة لدائرة أولاد فارس في ولاية الشلف بالجزائر.

## موقع الجغرافي
يحدها بلدية أولاد فارس من الشمال والغرب وبلدية الأبيض مجاجة من الشمال الشرقي ومن الشرق والجنوب بلدية الشلف في حين تحدها بلدية واد سلي من الجنوب الغربي.

## أعلام
- عز الدين دوخة

1. ↑  مساحة بلدية الشطية نسخة محفوظة 15 ديسمبر 2019 على موقع واي باك مشين.
2. ↑  "Wilaya de Chlef : répartition de la population résidente des ménages ordinaires et collectifs, selon la commune de résidence et la dispersion" (PDF). مؤرشف من الأصل (PDF) في 2022-04-16.. Données du recensement général de la population et de l'habitat de 2008 sur le site de l'الديوان الوطني للإحصائيات (الجزائر).
3. ↑  GeoNames (بالإنجليزية), 2005, QID:Q830106
4. ↑  "الموقع الرسمي لوزارة الداخلية والجماعات المحلية والتهيئة العمرانية". www.interieur.gov.dz (بar-aa). Archived from the original on 2023-06-05. Retrieved 2025-05-11.{{استشهاد ويب}}:  صيانة الاستشهاد: لغة غير مدعومة (link)
5. ↑  "الشطية · الجزائر". الشطية · الجزائر (بar-US). Retrieved 2025-05-11.{{استشهاد ويب}}:  صيانة الاستشهاد: لغة غير مدعومة (link)